# نزهة خوادرة
نزهة خوادرة (بالفرنسية: Nozha Khouadra)‏ ممثلة من أصل الجزائر حاصلة على الجنسية الفرنسية.

## أعمالها[1]
- عسل ورماد (1996)
- عمر قتلني (2011)